# Masanobu Tsuji
Masanobu Tsuji  (辻 政信, Tsuji Masanobu, 11 de outubro de 1901; desaparecido em 1961) foi um oficial militar e político japonês. Durante a Segunda Guerra Mundial, ele foi um importante planejador tático no Exército Imperial Japonês; ele desenvolveu os planos detalhados para a bem-sucedida invasão japonesa da Malásia no início da guerra. Ele também ajudou a planejar e liderar a ofensiva japonesa final durante a Campanha de Guadalcanal. Em 1939, Masanobu tomou parte ativa na guerra de fronteira com os soviéticos; comandando uma unidade do Exército de Kwantung na Batalha de Khalkhin Gol (conhecida como Nomohan no Japão). Perspicaz e intelectualmente arrogante, frequentemente serviu em funções de estado-maior durante grandes operações.
Tsuji esteve profundamente envolvido nas atrocidades japonesas durante a guerra, incluindo a Marcha da Morte de Bataan e o Massacre Sook Ching ("Expurgo através da Purificação"). Ele evitou a acusação por crimes de guerra japoneses no final da guerra escondendo-se na Tailândia. Ele retornou ao Japão em 1949 e foi eleito para a Dieta como defensor do militarismo renovado. Em 1961, ele desapareceu em uma viagem ao Laos.
Tsuji estava entre os militaristas japoneses mais agressivos e influentes. Ele foi um dos principais proponentes do conceito de gekokujō (literalmente "a base derrubando o topo"), agindo sem ou contrariamente à autorização vinda de cima. Ele incitou o confronto fronteiriço de 1939 com a URSS e foi um defensor veemente da guerra contra os Estados Unidos.
Ele tinha fortes visões "pan-asiáticas" e achava que os povos de outros países asiáticos deveriam apoiar o Japão contra as potências ocidentais. Suas visões ultranacionalistas e militaristas, e seu histórico de guerra, lhe renderam o apoio de muitos nacionalistas japoneses com ideias semelhantes, ao fim do qual seus apoiadores ergueram-lhe uma estátua na cidade de Kaga, no Japão.

## Biografia
Masanobu Tsuji nasceu na província de Ishikawa no Japão, em 11 de outubro de 1901. Ele recebeu sua educação secundária em uma academia militar e depois se formou na Academia do Exército Imperial Japonês. Em 1932, Tsuji entrou em ação na China e, posteriormente, viajou até Sinkiang.
Em 1934, ele era ativo nas intrigas políticas do Exército como membro da Tōseiha ("Fação do Controle") e ajudou a bloquear a tentativa de golpe-de-estado da rival Kōdōha ("Facção do Caminho Imperial"). Isso lhe trouxe o patrocínio do general e futuro primeiro-ministro Hideki Tojo e do general e futuro ministro da Guerra Seishirō Itagaki. Tsuji serviu como oficial de estado-maior no Exército de Kwantung de 1937-1939. Sua atitude agressiva e insubordinada exacerbou os conflitos fronteiriços soviético-japoneses e ajudou a incitar a Batalha de Khalkhin Gol em 1939.

## Hokushin-ron

Mapa dos planos japoneses do Hokushin-ron para um possível ataque à União Soviética. As datas indicam o ano em que o Japão ganhou o controle do território

Masanobu Tsuji era um ardente defensor da "Doutrina de Expansão para o Norte" (Hokushin-ron, "Caminho do Norte"), uma doutrina política japonesa do final do século XIX e início do século XX que via as regiões da Manchúria e da Sibéria como espaço-vital de expansão e influência japoneses. Essa doutrina passou a dominar a política externa japonesa a partir da Primeira Guerra Sino-Japonesa na década de 1890, e gozando de amplo apoio dentro do Exército Imperial Japonês durante o período Entre-Guerras. Seus apoiadores às vezes eram chamados de Grupo de Ataque Norte. Ela guiou tanto a invasão japonesa de Taiwan (1895) quanto o Tratado Japão-Coreia de 1910, que anexou a Coreia ao Japão.
Após a Guerra Russo-Japonesa (1904-5), o Marechal Príncipe Yamagata Aritomo, um arquiteto ideológico político e militar do Hokushin-ron, traçou as linhas de uma estratégia defensiva contra a Rússia, e dentro dessa lógica os japoneses foram mobilizadas como parte da intervenção na Sibéria durante a intervenção dos Aliados na Guerra Civil Russa, com a esperança de que o Japão pudesse se ver livre de qualquer futura ameaça russa ao separar a Sibéria e formar um estado-tampão independente. Sob o controle total do chefe do Estado-Maior, Yui Mitsue, um extenso planejamento para a expedição foi realizado e os japoneses finalmente mobilizaram 70.000 soldados sob o comando do General Kikuzo Otani – muito mais do que qualquer outra potência aliada havia previsto. Além disso, embora os Aliados tivessem previsto operações apenas nas proximidades de Vladivostok, em poucos meses as forças japonesas haviam penetrado até o oeste do Lago Baikal e Buriácia, e em 1920, conglomerados zaibatsu como Mitsubishi, Mitsui e outros abriram escritórios em Vladivostok, Khabarovsk, Nikolayevsk-on-Amur e Tchita, trazendo consigo mais de 50.000 colonos civis.
Em 1920, a coalizão internacional retirou suas forças da Sibéria mas o exército japonês permaneceu. Suas tentativas nessa primeira empreitada foram abandonadas finalmente em 1922 devido à pressão internacional, por conta do expansionismo descarado de Tóquio, e nacional pelo custo alto de manter a ocupação da região. O Japão perdeu 1.399 mortos em combate e outros 1.717 mortos por doenças durante a sua intervenção na Sibéria.
Para governar seus territórios continentais na Manchúria, o Japão criou o Exército de Kwantung em 1919. No altamente politizado Exército Imperial Japonês das décadas de 1920 e 1930, o Exército de Kwantung era um reduto da radical "Facção do Caminho Imperial" (Kōdōha), e muitos de seus altos oficiais defendiam abertamente a mudança política no Japão através da violenta derrubada do governo civil para trazer uma Restauração Shōwa, com uma reorganização da sociedade e da economia ao longo das linhas fascistas estatais. Eles também defendiam uma política externa mais agressiva e expansionista em relação ao continente asiático. Membros ou ex-membros do Exército Kwantung foram ativos em inúmeras tentativas de golpe contra o governo civil, culminando com o Incidente de 26 de fevereiro de 1936, onde a facção Kōdōha foi dissolvida.
Um passo essencial na doutrina Hokushin-ron era que o Japão tomasse o controle da Manchúria, de modo a obter uma extensa fronteira terrestre com a União Soviética. A insubordinação de militares japoneses rebeldes no Exército de Kwantung em 1931 levou ao Incidente de Mukden e forneceu um pretexto para a invasão japonesa da Manchúria; em um ato maciço de insubordinação (gekokujo) contra as ordens expressas da liderança política e militar baseada em Tóquio. O Exército de Kwantung tinha apenas 12.000 homens para a invasão da Manchúria e precisava de reforços, com o ministro da Guerra Sadao Araki (um sólido defensor do Hokushin-ron) transferindo forças do Exército Chosen (comandado pelo General Seishirō Itagaki) do norte da Coreia para a Manchúria sem permissão de Tóquio. Um Estado-fantoche foi então criado no nordeste da China e na Mongólia Interior, nomeado Manchukuo e governado sob uma forma de monarquia constitucional.
Essa intervenção do exército aumentou seu prestígio, e levou a marinha a engendrar a crise de Xanghai no ano seguinte para também participar na glória. Masanobu Tsuji desembarcou em Xanghai com o reforço do exército, como comandante de companhia, e participou da batalha urbana então em curso. No mesmo ano de 1932, choques de fronteira espontâneos começaram a ocorrer entre os japoneses de Manchukuo e os soviéticos e seus aliados da República Popular da Mongólia.

## Segunda Guerra Mundial

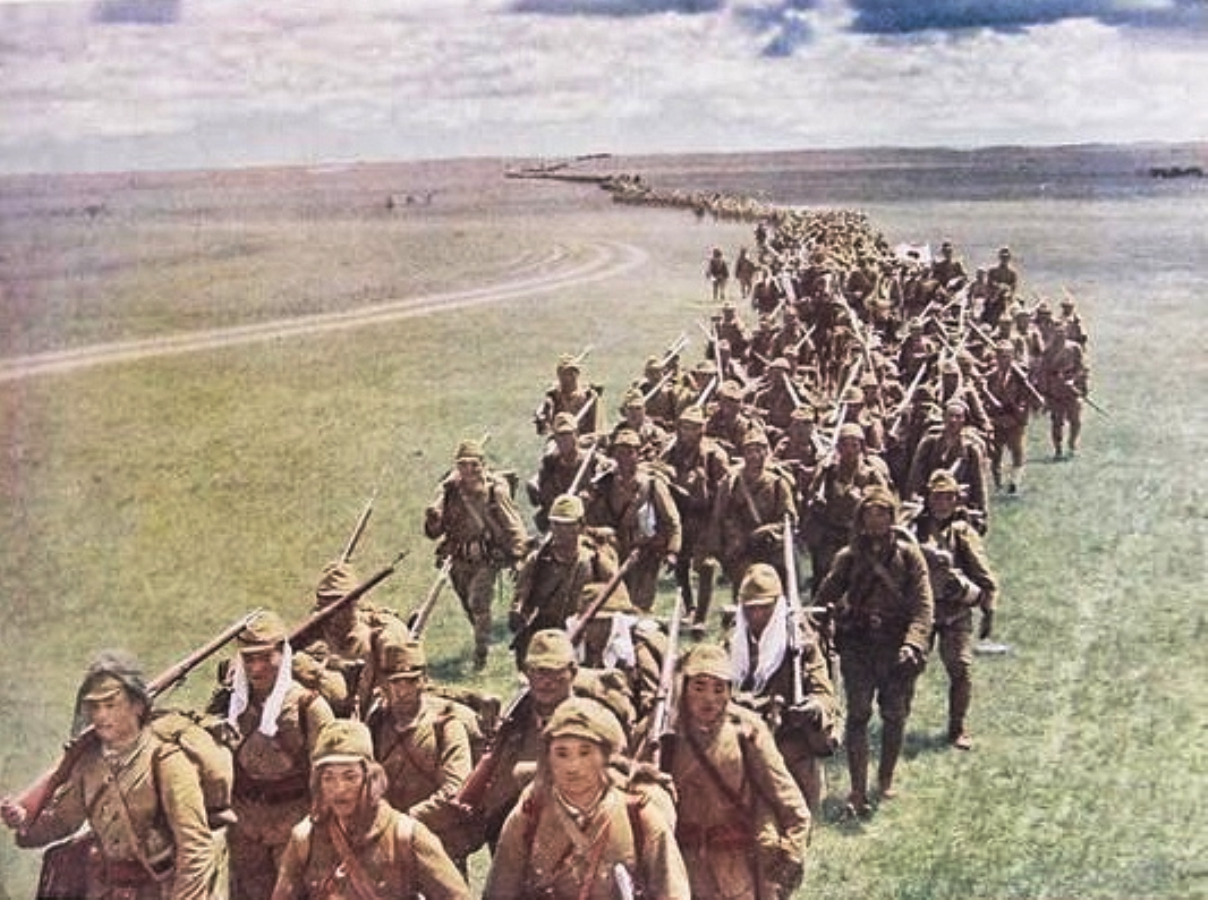
Soldados do Exército Kwantung em marcha durante as Batalhas de Khalkin Gol, 1939.

Após a derrota em Khalkhin Gol, Masanobu Tsuji se opôs a quaisquer novos conflitos com a URSS. Após o ataque à URSS em 1941, os alemães instaram os japoneses a se juntarem à invasão, e muitos militares japoneses queriam vingar a derrota em Khalkhin Gol. No entanto, Tsuji foi um influente defensor do ataque aos Estados Unidos. O General Ryukichi Tanaka testemunhou após a guerra que "o protagonista mais determinado a favor da guerra com os Estados Unidos era Tsuji Masanobu". Tsuji escreveu mais tarde que sua experiência do poder de fogo soviético em Khalkhin Gol o convenceu a não atacar a União Soviética em 1941.
Seus protetores no Exército o transferiram com segurança para Taiwan, onde ele ajudou a organizar a escola de guerra na selva do Exército. Ele foi então designado para a Seção de Operações do Estado-Maior, onde se tornou um forte defensor da guerra com os Estados Unidos e a Grã-Bretanha. Foi alegado que no final de 1941, ele planejou o assassinato do primeiro-ministro Fumimaro Konoye, caso Konoye conseguisse a paz com os EUA.

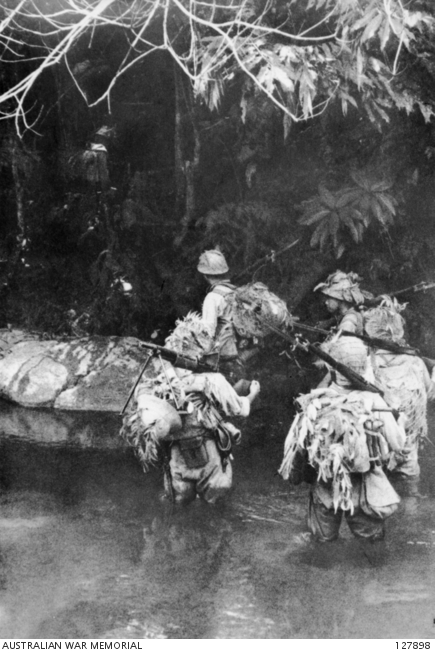
Soldados japoneses cruzando um rio durante a Batalha do Rio Slim, na Campanha da Malásia.

Quando a guerra com os Estados Unidos e a Grã-Bretanha começou, Tsuji estava no estado-maior do General Tomoyuki Yamashita, cujo exército invadiu a Malásia. Ele foi o grande responsável pelo planejamento do desembarque bem-sucedido de Yamashita na Malásia e da campanha subsequente contra Cingapura. Após a captura de Cingapura, Tsuji ajudou a planejar o Sook Ching – um massacre sistemático de milhares de chineses cingapurianos e malaios julgados passíveis de serem hostis ao Japão.
Tsuji planejou o ataque terrestre japonês na Nova Guiné, através da Trilha de Kokoda. Nesta como em outras operações, ele ordenou movimentos ofensivos ousados, independentemente das dificuldades ou dos custos para as tropas envolvidas.
No final de 1942, Tsuji foi para Guadalcanal, onde planejou e liderou o último grande ataque japonês em 23 e 24 de outubro. Depois que esses ataques foram derrotados, Tsuji foi pessoalmente a Tóquio para pedir reforços adicionais. Mas ele então aceitou a conclusão da Marinha de que nada poderia passar para a ilha e recomendou a evacuação das tropas restantes. Ele impressionou o imperador com sua franqueza; mas o fiasco de Guadalcanal o desacreditou. Ele foi enviado para o QG japonês em Nanquim, que estava praticamente inativo, pelo próximo ano. Enquanto estava lá, ele fez contatos com vários chineses, incluindo colaboradores e agentes do governo de Chiang Kai-shek.
Em meados de 1944, Tsuji foi enviado para a Birmânia (hoje Mianmar), onde as forças japonesas foram repelidas em Imphal. Tsuji foi designado para o 33º Exército, que enfrentou os chineses no nordeste da Birmânia. Ele era um planejador enérgico e eficiente, embora notoriamente arrogante; uma vez Masanobu ajudou a reprimir o pânico nas fileiras tomando um banho ostensivamente sob fogo nas linhas de frente.

## Atrocidades e crimes de guerra
Tsuji ajudou a planejar o Massacre Sook Ching ("Expurgo através da Purificação") contra a população étnica chinesa de Cingapura, depois se estendendo aos chineses da Malásia. O massacre transcorreu entre 18 de fevereiro e 4 de março de 1942, em várias localidades do país. Após a guerra, as autoridades japonesas reconheceram que o massacre ocorreu, mas discordaram sobre o número de mortes que o Japão havia causado. O Japão afirmou que não mais de "5.000 mortes" ocorreram, enquanto o primeiro primeiro-ministro de Cingapura, Lee Kuan Yew, que foi quase uma vítima do Sook Ching, afirmou que números verificáveis o colocariam em "cerca de 70.000", incluindo os números da Malásia.
De acordo com o testemunho do pós-guerra obtido de um correspondente de guerra incorporado ao 25º Exército, o Coronel Hishakari Takafumi, uma ordem para matar 50.000 chineses, 20% do total da população, foi emitida por altos oficiais do estado-maior de operações de Yamashita, seja pelo Tenente-Coronel Tsuji Masanobu, chefe de Planejamento e Operações, ou pelo Major Hayashi Tadahiko, Chefe do Estado-Maior. A triagem foi realizada principalmente pela Kempeitai (a polícia militar japonesa) nas áreas urbanas e pela Divisão de Guardas Imperiais nos demais distritos. Inicialmente, o plano era que a operação fosse realizada de 21 a 23 de fevereiro de 1942; o que posteriormente foi prorrogado até 4 de março.
Masanobu foi então transferido para o estado-maior do General Masaharu Homma nas Filipinas. Após a rendição americana, Tsuji procurou matar todos os prisioneiros americanos e encorajou os maus-tratos brutais e o assassinato casual de prisioneiros na Marcha da Morte de Bataan. Ele também executou muitos funcionários do governo filipino capturados, inclusive ordenando a execução do chefe de justiça filipino, José Abad Santos, e a tentativa de execução do ex-presidente da Câmara dos Deputados, Manuel Roxas.
Após a guerra, os criminosos de guerra japoneses foram processados, mas Tsuji fugiu e conseguiu evitar o julgamento pelo Massacre Sook Ching. Alguns outros oficiais do exército, por seguirem o comando de Tsuji, foram acusados e dois deles foram executados. Por causa dos crimes de guerra na Marcha da Morte de Bataan, o General Homma, que se considerava um humanista e ficou surpreso ao ouvir sobre os fatos da Marcha da Morte de Bataan após a guerra, foi responsabilizado por seus subordinados e foi executado enquanto Tsuji estava foragido.

## Vida pós-guerra e desaparecimento

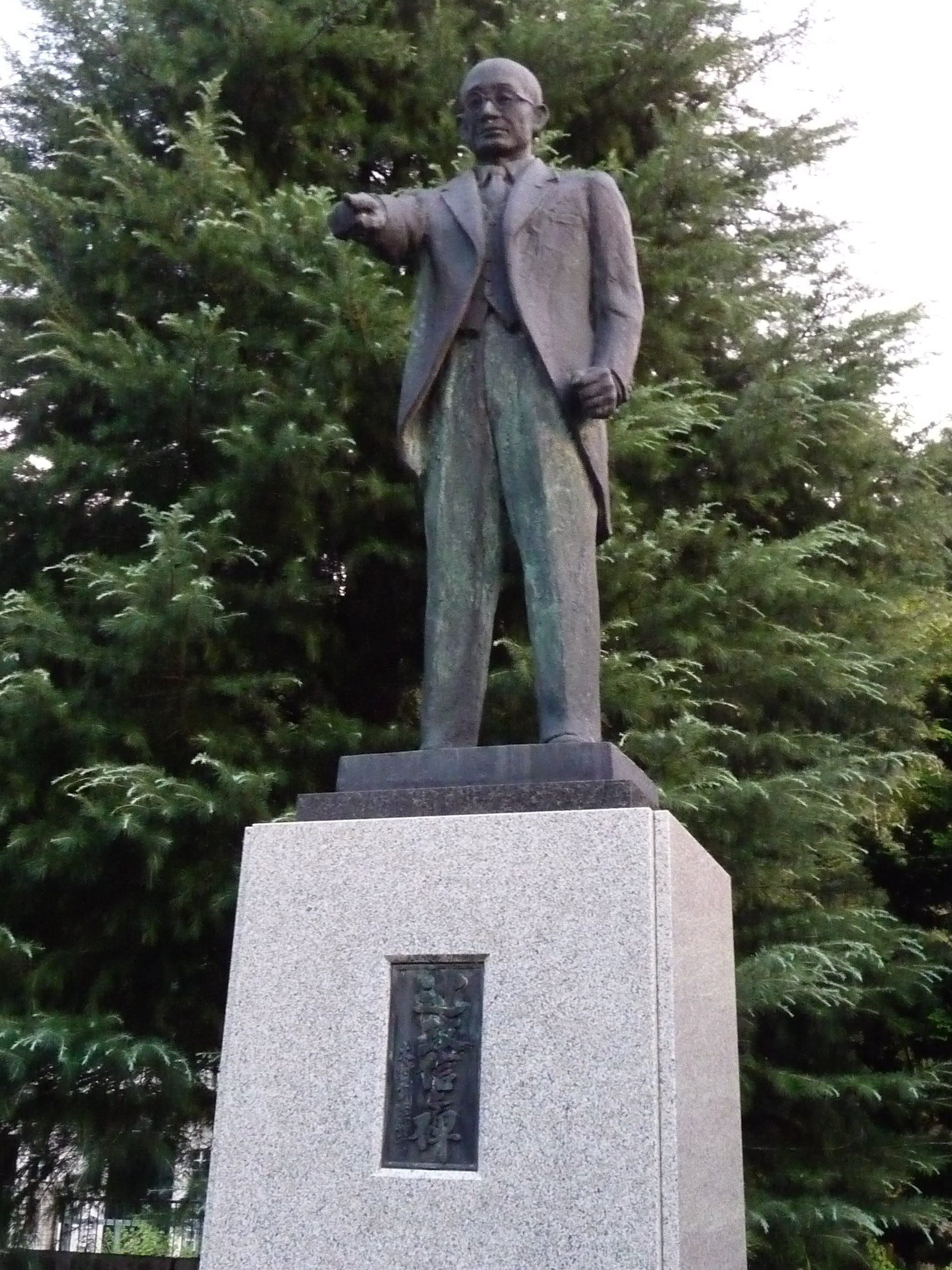
Estátua memorial de Masanobu Tsuji em Kaga, na província de Ishikawa.

Quando a posição japonesa na Birmânia entrou em colapso em 1945, Masanobu Tsuji escapou, primeiro para a Tailândia e depois para a China, onde renovou os contatos feitos em Nanquim. Ele também visitou o Vietnã, então em desordem com o Viet Minh resistindo ao restabelecimento do domínio francês. Na China, Tsuji era tanto um prisioneiro quanto funcionário da inteligência chinesa.
Em 1948, ele foi autorizado a renunciar ao serviço chinês e retornou ao Japão. Ele começou a publicar livros e artigos sobre suas experiências de guerra, incluindo um relato da vitória japonesa na Malásia. Ele também escreveu sobre seus anos escondidos em Senkō Sanzenri (潜行三千里;) "3.000 li (milhas chinesas) escondido", que se tornou um best-seller. Ele foi eleito para a Dieta em 1952 e reeleito duas vezes.
Em abril de 1961, ele viajou para o Laos e nunca mais se ouviu falar dele. Pensava-se que ele poderia ter sido morto na Guerra Civil do Laos, mas também havia rumores de que ele se tornou um conselheiro do governo norte-vietnamita. Ele foi declarado morto em 20 de julho de 1968.

## Informações divulgadas posteriormente em arquivos da CIA
Arquivos da CIA desclassificados em 2005-2006 mostram que Tsuji também trabalhou para a CIA como espião durante a Guerra Fria. Os arquivos também reconheceram os escritos de Tsuji em seu livro Senkō Sanzenri como sendo principalmente factuais. Os documentos descreviam Masanobu Tsuji como um "par inseparável" com Takushiro Hattori, e os declaravam "extremamente irresponsáveis" e que "não assumiriam as consequências de suas ações". Além disso, Tsuji é considerado "o tipo de homem que, dada a chance, iniciaria a Terceira Guerra Mundial sem quaisquer receios", e como um ativo para a CIA, ele foi descrito como não tendo valor devido à falta de experiência em política e manipulação de informações.
Além disso, os arquivos contêm informações de que Hattori teria planejado um golpe para derrubar o governo japonês em 1952, que envolveria o assassinato do primeiro-ministro Shigeru Yoshida e sua substituição por Ichiro Hatoyama, do Partido Liberal Democrata (PLD); mas Tsuji impediu o golpe, persuadindo o grupo de que os verdadeiros inimigos não eram conservadores como Yoshida, mas o Partido Socialista. Dois documentos da CIA dizem que a trama teria o apoio de 500.000 pessoas no Japão e que o grupo planejava usar um contato que controlava uma facção dentro da Agência de Segurança Nacional – uma precursora do Ministério da Defesa – para ajudar a lançar o golpe. Os arquivos da CIA, no entanto, dizem que as operações estavam repletas de vazamentos de inteligência, prejudicadas pela falta de agentes competentes e profundamente comprometidas pelas rivalidades entre os próprios golpistas. As principais prioridades dos agentes, segundo os documentos, eram os lucros e um eventual ressurgimento de um Japão militarista. Ainda, os arquivos também afirmam que a CIA soube da trama somente após o fato e que a informação foi obtida de uma fonte não confiável vinda da China. Alguns acadêmicos, como Tetsuo Arima, da Universidade de Waseda, sugeriram que toda a história pode ter sido um blefe vazado para os chineses pelo próprio Tsuji, como uma maneira de fazê-lo parecer mais influente do que realmente era.
De acordo com os arquivos da CIA, quando Tsuji retornou de Hanói a Vientiane, ele foi sequestrado pelo Partido Comunista Chinês e estava preso em Yunnan, ostensivamente para ser usado de alguma forma para piorar as relações Japão-EUA ou a posição do Japão no Sudeste Asiático. Tsuji foi considerado ainda vivo em 8 de agosto de 1962 com base na análise de caligrafia realizada na escrita em um envelope que foi trazido a eles em 24 de agosto de 1962. No entanto, nunca mais se ouviu sobre ele.

## Condecorações
- Ordem do Tesouro Sagrado, 3ª Classe[29]
- Ordem da Pipa Dourada, 4ª Classe e 5ª Classe[29]
- Ordem do Sol Nascente, Raios Dourados com Roseta[29]
- Decoração da Manchúria, 4ª Classe e 5ª Classe[29]
- Medalha de Comemoração da Coroação do Imperador Showa[29]
- Medalha Comemorativa do Censo[29]
- Medalha Comemorativa da Fundação da Manchúria[29]
- Medalha de Comemoração do 2.600º Ano após a Ascensão do Imperador Jimmu[29]
- Medalha de Campanha do Incidente Chinês[29]
- Medalha de Campanha do Incidente da Manchúria[29]